# کیسی کیزم
کیسی کِیزِم (انگلیسی: Casey Kasem؛ ‏ ۲۷ آوریل ۱۹۳۲ – ۱۵ ژوئن ۲۰۱۴) بازیگر، تهیه‌کننده، صداپیشه، روزنامه‌نگار، و مجریِ برجستهٔ رادیو اهل ایالات متحده آمریکا بود. وی بین سال‌های ۱۹۵۴ تا ۲۰۰۹ میلادی فعالیت می‌کرد.
از فیلم‌ها یا مجموعه‌های تلویزیونی که وی در آن‌ها نقش داشته است، می‌توان به فیلم‌های جدید اسکوبی دو اشاره نمود.